# Per Søndergaard Sørensen
Per Søndergaard Sørensen (født 1934 eller 1935 i Gentofte, død 17. oktober 2007 i Borre) var en dansk politiker fra Socialdemokratiet, der fra 1978 til 1981 var borgmester i Høje-Taastrup Kommune.